# Identitats de Newton
En matemàtiques, les identitats de Newton, també conegudes com a fórmules de Girard-Newton, donen relacions entre dos tipus de polinomis simètrics, és a dir, entre les sumes de potències i els polinomis simètrics elementals. Avaluats a les arrels d'un polinomi mònic P en una variable, permeten expressar les sumes de les potències d'ordre k de totes les arrels de P (comptades amb la seva multiplicitat) en termes dels coeficients de P, sense trobar realment aquestes arrels. Aquestes identitats van ser trobades per Isaac Newton al voltant de 1666, aparentment en desconeixement del treball anterior (1629) d'Albert Girard. Tenen aplicacions en moltes àrees de les matemàtiques, com ara la teoria de Galois, la teoria invariant, la teoria de grups, la combinatòria, així com altres aplicacions fora de les matemàtiques, inclosa la relativitat general.

## Enunciat matemàtic

### Formulació en termes de polinomis simètrics
Sigui x1 ,... , xn siguin variables, denoteu per a k≥1 per pk (x1,..., xn) la k-esima suma de potències:

{\displaystyle p_{k}(x_{1},\ldots ,x_{n})=\sum _{i=1}^{n}x_{i}^{k}=x_{1}^{k}+\cdots +x_{n}^{k},}
i per k≥0 denotem amb ek (x1,..., xn) el polinomi simètric elemental (és a dir, la suma de tots els productes diferents de k variables diferents), de manera que
{\displaystyle {\begin{aligned}e_{0}(x_{1},\ldots ,x_{n})&=1,\\e_{1}(x_{1},\ldots ,x_{n})&=x_{1}+x_{2}+\cdots +x_{n},\\e_{2}(x_{1},\ldots ,x_{n})&=\sum _{1\leq i<j\leq n}x_{i}x_{j},\\&\;\;\vdots \\e_{n}(x_{1},\ldots ,x_{n})&=x_{1}x_{2}\cdots x_{n},\\e_{k}(x_{1},\ldots ,x_{n})&=0,\quad {\text{for}}\ k>n.\\\end{aligned}}}
Aleshores les identitats de Newton es poden afirmar com

{\displaystyle ke_{k}(x_{1},\ldots ,x_{n})=\sum _{i=1}^{k}(-1)^{i-1}e_{k-i}(x_{1},\ldots ,x_{n})p_{i}(x_{1},\ldots ,x_{n}),}
vàlid per a tots n ≥ k ≥ 1.
A més, un té
{\displaystyle 0=\sum _{i=k-n}^{k}(-1)^{i-1}e_{k-i}(x_{1},\ldots ,x_{n})p_{i}(x_{1},\ldots ,x_{n}),}
per a tot k > n ≥ 1.
Concretament, s'obté per als primers valors de k :
{\displaystyle {\begin{aligned}e_{1}(x_{1},\ldots ,x_{n})&=p_{1}(x_{1},\ldots ,x_{n}),\\2e_{2}(x_{1},\ldots ,x_{n})&=e_{1}(x_{1},\ldots ,x_{n})p_{1}(x_{1},\ldots ,x_{n})-p_{2}(x_{1},\ldots ,x_{n}),\\3e_{3}(x_{1},\ldots ,x_{n})&=e_{2}(x_{1},\ldots ,x_{n})p_{1}(x_{1},\ldots ,x_{n})-e_{1}(x_{1},\ldots ,x_{n})p_{2}(x_{1},\ldots ,x_{n})+p_{3}(x_{1},\ldots ,x_{n}).\end{aligned}}}

La forma i la validesa d'aquestes equacions no depenen del nombre n de variables (tot i que el punt on el costat esquerre esdevé 0 ho fa, és a dir, després de l'n-èsima identitat), que permet declarar-les com a identitats en l'anell de funcions simètriques. En aquest anell un té
{\displaystyle {\begin{aligned}e_{1}&=p_{1},\\2e_{2}&=e_{1}p_{1}-p_{2}=p_{1}^{2}-p_{2},\\3e_{3}&=e_{2}p_{1}-e_{1}p_{2}+p_{3}={\tfrac {1}{2}}p_{1}^{3}-{\tfrac {3}{2}}p_{1}p_{2}+p_{3},\\4e_{4}&=e_{3}p_{1}-e_{2}p_{2}+e_{1}p_{3}-p_{4}={\tfrac {1}{6}}p_{1}^{4}-p_{1}^{2}p_{2}+{\tfrac {4}{3}}p_{1}p_{3}+{\tfrac {1}{2}}p_{2}^{2}-p_{4},\\\end{aligned}}}
i així successivament; aquí els costats esquerres mai es converteixen en zero. Aquestes equacions permeten expressar recursivament l'ei en termes de la pk; per poder fer la inversa, es pot reescriure com
{\displaystyle {\begin{aligned}p_{1}&=e_{1},\\p_{2}&=e_{1}p_{1}-2e_{2}=e_{1}^{2}-2e_{2},\\p_{3}&=e_{1}p_{2}-e_{2}p_{1}+3e_{3}=e_{1}^{3}-3e_{1}e_{2}+3e_{3},\\p_{4}&=e_{1}p_{3}-e_{2}p_{2}+e_{3}p_{1}-4e_{4}=e_{1}^{4}-4e_{1}^{2}e_{2}+4e_{1}e_{3}+2e_{2}^{2}-4e_{4},\\&{}\ \ \vdots \end{aligned}}}
En general, en tenim
{\displaystyle p_{k}(x_{1},\ldots ,x_{n})=(-1)^{k-1}ke_{k}(x_{1},\ldots ,x_{n})+\sum _{i=1}^{k-1}(-1)^{k-1+i}e_{k-i}(x_{1},\ldots ,x_{n})p_{i}(x_{1},\ldots ,x_{n}),}
vàlid per a tots n ≥ k ≥ 1.

### Aplicació a les arrels d'un polinomi
El polinomi amb arrels xi es pot expandir com
{\displaystyle \prod _{i=1}^{n}(x-x_{i})=\sum _{k=0}^{n}(-1)^{k}e_{k}x^{n-k},}
on els coeficients {\displaystyle e_{k}(x_{1},\ldots ,x_{n})} són els polinomis simètrics definits anteriorment. Donades les sumes de potències de les arrels
{\displaystyle p_{k}(x_{1},\ldots ,x_{n})=\sum _{i=1}^{n}x_{i}^{k},}
els coeficients del polinomi amb arrels {\displaystyle x_{1},\ldots ,x_{n}} es pot expressar recursivament en termes de sumes de potència com
{\displaystyle {\begin{aligned}e_{0}&=1,\\[4pt]-e_{1}&=-p_{1},\\[4pt]e_{2}&={\frac {1}{2}}(e_{1}p_{1}-p_{2}),\\[4pt]-e_{3}&=-{\frac {1}{3}}(e_{2}p_{1}-e_{1}p_{2}+p_{3}),\\[4pt]e_{4}&={\frac {1}{4}}(e_{3}p_{1}-e_{2}p_{2}+e_{1}p_{3}-p_{4}),\\&{}\ \ \vdots \end{aligned}}}
Formular polinomis d'aquesta manera és útil per utilitzar el mètode de Delves i Lyness per trobar els zeros d'una funció analítica.